# Baza lotnicza Humajmim
Baza lotnicza Humajmim (arab. ‏قاعدة حميميم‎, Ka’idat Humajmim; ros. Авиабаза Хмеймим, Awiabaza Chmiejmim) – baza lotnicza położona w Syrii, przy porcie lotniczym Latakia. Stanowiła ona bazę rosyjskich sił powietrznych i główny ośrodek działań wojsk rosyjskich uczestniczących w syryjskiej wojnie domowej.

## Historia
Informacje o bazie przygotowywanej w Syrii przez Rosjan pojawiły się w mediach we wrześniu 2015 roku w oparciu o doniesienia wywiadu amerykańskiego. Pod koniec września tego roku strona rosyjska i syryjska zawarły w Damaszku porozumienie regulujące użytkowanie przez Rosję za darmo bazy w Humajmim, aczkolwiek rząd rosyjski zatwierdził je dopiero rok później 29 lipca 2016 roku, po czym zostało ratyfikowane przez Dumę. Rosyjscy saperzy wydłużyli pas startowy i położyli nową nawierzchnię oraz zbudowali nową infrastrukturę. W bazie wybudowano między innymi wieżę kontroli lotów i postawiono obiekty mieszkalne z prefabrykatów zdolne pomieścić 1000 ludzi.
Pierwszy lot bojowy z Humajmim wykonano 30 września 2015 roku; zaatakowano wówczas cele na terenie muhafaz Hama i Hims. Oficjalnie zbombardowane zostało tzw. Państwo Islamskie (ISIS), lecz ze strony innych rebeliantów wrogich Baszszarowi al-Asadowi pojawiły się oskarżenia, że to właśnie oni (między innymi Wolna Armia Syrii) byli celem nalotów.
W listopadzie 2015 roku do obrony przestrzeni powietrznej wokół bazy rozmieszczono w niej baterię systemu przeciwlotniczego S-400 Triumf.
30 stycznia 2016 roku do Humajmim przebazowano cztery myśliwce wielozadaniowe Su-35S, będące dopiero na etapie wstępnej gotowości operacyjnej w rosyjskim lotnictwie. Również przynajmniej część samolotów tworzących komponent lotniczy działającego w listopadzie na Morzu Śródziemnym rosyjskiego lotniskowca „Admirał Kuzniecow” (myśliwce Su-33 i MiG-29KR/KUBR) operuje z bazy Humajmim, a nie z okrętu macierzystego. Z Humajmim operowały także myśliwce Su-30SM i bombowce frontowe Su-24M i Su-35 oraz śmigłowce.
Operacje lotnicze w wykonaniu kontyngentu syryjskiego prowadzono ze zmienną intensywnością. W okresie od 25 grudnia 2016 do 15 stycznia 2017 roku – około 460 samolotolotów (średnio 21 dziennie). W okresie poprzedzającym średnia wynosiła około 60 samolotolotów dziennie. W ostatnim tygodniu stycznia 2017 roku wykonano 468 samolotolotów (średnio 67 dziennie).
W styczniu 2017 roku Rosja i Syria podpisały umowę, na której mocy rosyjska grupa lotnicza będzie mogła stacjonować w bazie Humajmim i korzystać z jej infrastruktury przez 49 lat (z możliwością przedłużenia o kolejne dwadzieścia pięć). W państwach NATO umowę krytykowano jako układ nierówny i „kolonialny”. Strona syryjska zapewnia zewnętrzną ochronę miejsc stacjonowania sił rosyjskich w bazie, tymczasem strona rosyjska odpowiada za obronę przestrzeni powietrznej i samego terenu bazy. W 2017 roku miała się rozpocząć znaczna rozbudowa i modernizacja bazy, z budową schronohangarów i nowej wieży kontroli lotów, aby mieściła nawet kilka eskadr lotnictwa taktycznego oraz była zdolna do przyjmowania bombowców strategicznych Tu-160.
Źródłem zaopatrzenia dla bazy jest punkt zabezpieczenia materiałowo-technicznego w Tartusie.
21 lipca 2020 roku podpisano porozumienie, na podstawie którego Syria przekazała bezpłatnie Rosjanom dodatkowe 16 hektarów terenów lądowych i wodnych wokół bazy. Celem tego przedsięwzięcia było rozbudowanie i utworzenie ośrodka zdrowia i centrum rehabilitacyjnego dla żołnierzy.

### Utracone samoloty i śmigłowce
Bombowiec frontowy Su-24 zestrzelony 24 listopada 2015 roku przez tureckiego F-16 Fighting Falcona po krótkotrwałym naruszeniu tureckiej przestrzeni powietrznej (według strony rosyjskiej do naruszenia nie doszło) był w drodze powrotnej do bazy Humajmim.
Do bazy Humajmim wracał także śmigłowiec Mi-8 strącony w muhafazie Idlib 1 sierpnia 2016 roku. Zginęło pięć osób obecnych na pokładzie.
10 października 2017 roku podczas startu rozbił się samolot Su-24. Obaj członkowie załogi zginęli.
6 marca 2018 roku podczas podejścia do lądowania w bazie rozbił się samolot transportowy An-26; zginęły 32 osoby. Do bazy Humajmim leciał również rosyjski Tu-154, który rozbił się w Morzu Czarnym 25 grudnia 2016 roku.

### Ataki na przełomie 2017 i 2018 roku
Na przełomie 2017 i 2018 roku baza Humajmim stała się celem szeregu ataków. Wskutek ostrzału moździerzowego w dniu 31 grudnia 2017 roku baza poniosła straty w ludziach i sprzęcie. Informacje o wysokości strat są rozbieżne. Wg niektórych źródeł zniszczone zostały cztery Su-24, dwa Su-35, jeden An-72 oraz magazyn amunicji, a dziesięciu żołnierzy zostało rannych. Inne źródła, powołujące się na stanowisko Ministerstwa Obrony Federacji Rosyjskiej, mówią o dwóch zabitych żołnierzach, ale podają, że żaden samolot nie uległ zniszczeniu. W internecie pojawiły się jednak fotografie ciężko uszkodzonych rosyjskich samolotów w Humajmim.
Kolejna seria ataków, tym razem z użyciem uzbrojonych dronów, nastąpiła 6 lub 5 i 6 stycznia 2018 roku. W nocy z 5 na 6 stycznia, rój trzynastu aparatów bezzałogowych zaatakował bazę. Tuzin z nich przenosił uzbrojenie, jeden kamerę cyfrową mającą posłużyć do dokumentacji ataku. Trzy z uzbrojonych aparatów miał zaatakować bazę w Tartus. Wszystkie aparaty zostały zniszczone lub przechwycone, bez strat własnych. Siedem zniszczono ogniem przeciwlotniczych zestawów Pancyr-S/2S. Sześć przechwycono z wykorzystaniem kompleksów walki radioelektronicznej, trzy w stanie nieuszkodzonym a trzy zdetonowano w trakcie przyziemienia. 12 stycznia rosyjskie ministerstwo obrony poinformowało o eliminacji grupy odpowiedzialnej za przeprowadzenie ataku z wykorzystaniem bezzałogowych aparatów latających oraz zniszczeniu miejsca ich przechowywania i montażu. Przechwycone aparaty zostały zaprezentowane podczas konferencji prasowej. Inną informację podało ugrupowanie, które przyznało się do przeprowadzenia ataku. Twierdzi ono, iż zniszczeniu uległy elementy systemu przeciwlotniczego S-400.